# شکار خوک آبی

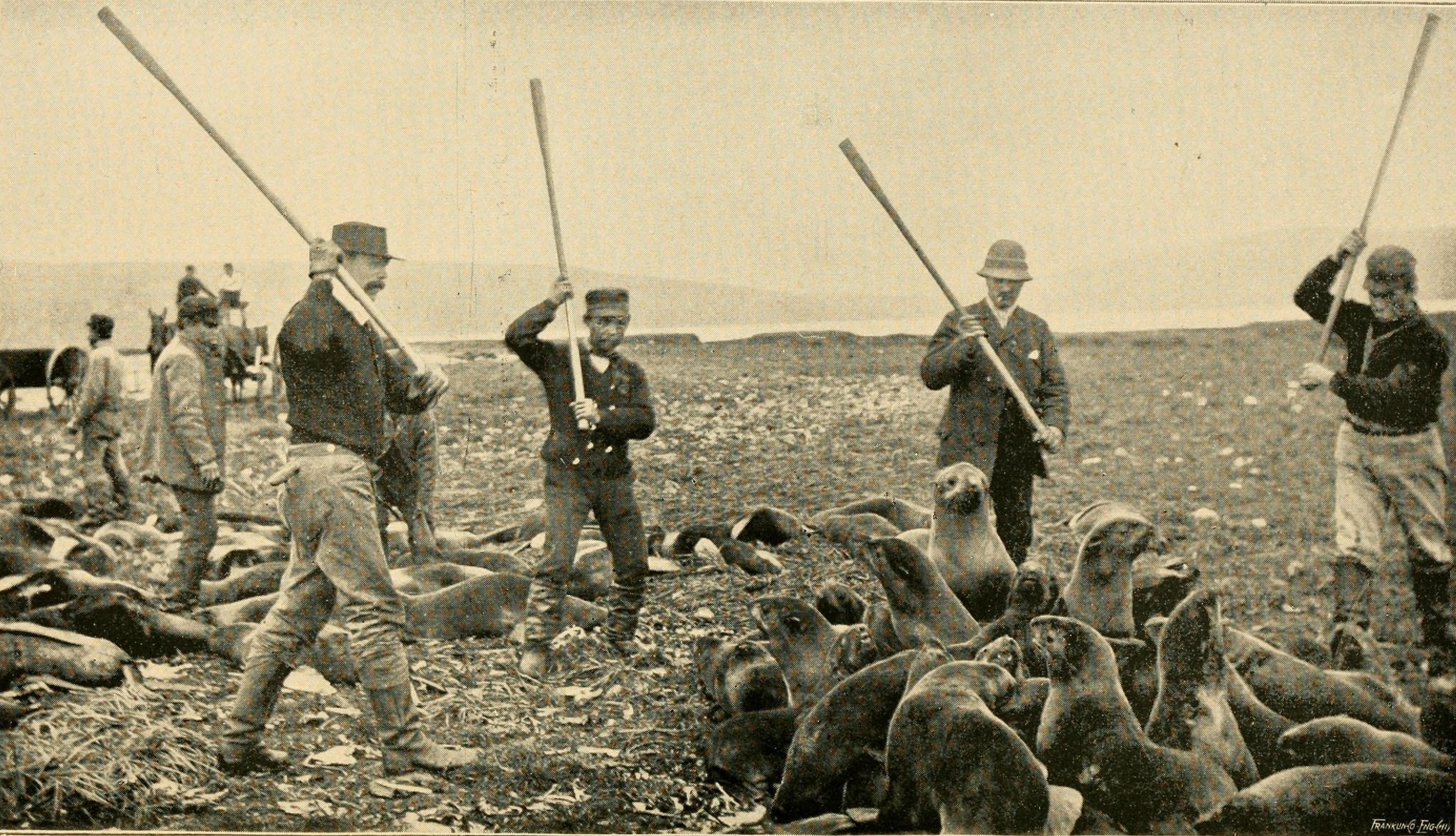
کشتن خوک‌های آبی در جزیرهٔ سنت پاول، قلمروی آلاسکا، ۱۸۹۰ میلادی.

شکار خوک دریایی به شکل استفادهٔ شخصی یا در سطح تجاری، در ۹ کشور کانادا، روسیه، نامیبیا، سوئد، نروژ، گرینلند، ایسلند، ایالات متحده آمریکا و فنلاند انجام می‌گیرد که بیشترین میزان آن در کانادا و گرینلند انجام می‌شود. نروژ بزرگترین بازار هدف خوک‌های آبی شکارشده در کاناداست.